# Fight of the Dragon
Fight of the Dragon (Originaltitel: Bridge of Dragons) ist ein US-amerikanischer Endzeit-Thriller aus dem Jahr 1999 mit Dolph Lundgren in der Hauptrolle des Nationalhelden Warchild. Der Film, bei dem Isaac Florentine Regie führte, wurde hauptsächlich in Bulgarien gedreht.

## Handlung
Der hochdekorierte Soldat Warchild nimmt an einer Schlacht teil, die gegen die Sowjetunion mit Kernwaffen geführt wird. Nach einem großen Atomkrieg bricht die Wirtschaft in den USA zusammen. Hier regiert nun das Gesetz des Stärkeren. Der skrupellose General Ruechang hat die Herrschaft an sich gerissen und regiert mit Anarchie und Totschlag. Warchild steht unter seinem Kommando.
Ruechang will Prinzessin Halo heiraten, damit er den Thron besteigen kann. Halo kam dahinter, dass Ruechang ihren Vater, den König, getötet hat und versucht, vor Ruechang zu fliehen. Warchild erwischt Halo gefangen und bringt sie zu Ruechang. Als Ruechang Halo schlägt, schlägt Warchild ihn nieder. Mit einem Hubschrauber* entkommt Warchild mit Halo. Sie gelangen zu einem Rebellenlager. Ruechang setzt daraufhin eine brutale Killer-Brigade auf die Flüchtlinge an. Ein Hubschrauber* entdeckt das Lager und greift mit Ruechang und seinen Soldaten die Rebellen an.
Halo verspricht, Ruechang zu heiraten, um Warchilds Leben zu retten. Ruechang lässt Warchild aber heimlich töten. Dabei täuscht Warchild, mit der Hilfe seines Freundes Emmerich, seinen Tod aber nur vor.
Bei der Hochzeit von Halo und Ruechang will Halo sich und Ruechang  mit dem Wein töten. Warchild gelingt es im letzten Moment, das zu verhindern.
Warchild tötet im Zweikampf den brutalen Diktator und rettet Halo.
- ) Typ aller Hubschrauber: Mil Mi-8 (NATO-Code: HIP)

## Kritiken
Fight of the Dragon ist von Aufwand und Budget her als B-Actionfilm einzuordnen. Was viele Kritiker dennoch bemängeln, ist die mangelhafte Inszenierung des Films. In einer Rezension des Online-Versandhauses amazon.com wird etwa kritisiert, Stuntleute würden unkoordiniert zu Boden fallen, Statisten offensichtlich nach Regieanweisungen suchen, Schnittfolgen unschlüssig wirken und Handlungssegmente keine Einheit ergeben.
Laut Urteil der Fernsehzeitschrift TV Spielfilm sei der Film zudem nichts weiter als eine „heftige Gewaltorgie“, die Online-Filmdatenbank spricht von einem „hyper-naive[n] B-Action-Märchen“, das „weder in Isaac Florentines, noch in Dolph Lundgrens Filmografie als Highlight hervorsticht.“ Ähnlich sieht es das Lexikon des internationalen Films: „[‚Fight of the Dragon‘ ist ein] Actionfilm mit fast pausenlosen Kampfhandlungen als Vehikel für Dolph Lundgren, der keine schauspielerischen Fähigkeiten vorzuweisen braucht, sondern sich in seiner Prügelecke eingerichtet hat.“